# EX-346
La EX-346 es una carretera de titularidad de la Junta de Extremadura, cuya denominación oficial es   EX-346 .

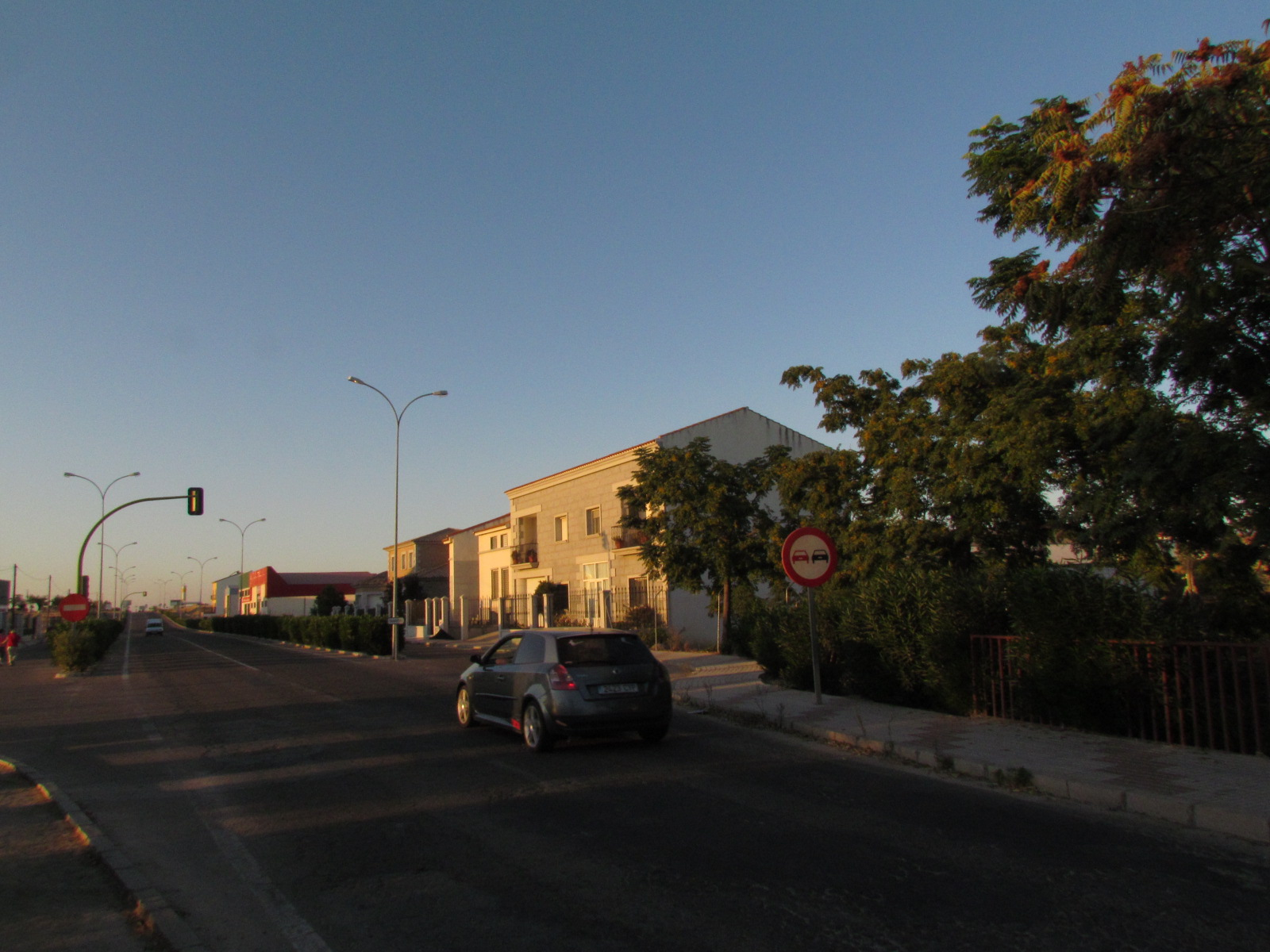
EX346 (km 10-11) al paso por Quintana de la Serena

Su trazado está establecido desde Don Benito hasta Quintana de la Serena atravesando además las localidades de La Guarda y La Haba.